# Psilander (1899)
Psilander – szwedzki krążownik torpedowy z ostatnich lat XIX wieku, jeden z pięciu okrętów typu Örnen, nawiązującego koncepcją do budowanych w tym czasie w innych państwach kanonierek torpedowych. Od 1928 roku wykorzystywany jako okręt szkolny, został wycofany w 1937 roku i zatopiony jako okręt-cel dwa lata później.

## Historia
Budowa krążownika torpedowego "Psilander" została zaakceptowana przez parlament szwedzki w 1895 roku i sfinansowana z budżetu na 1897 rok. Stępkę pod okręt położono w stoczni Bergsunds Finbodda w 1898 roku, wodowanie nastąpiło 25 listopada 1899 roku, zaś zakończenie budowy i wejście do służby 20 lipca 1900 roku. Nazwa krążownika pochodziła od nazwiska admirała Gustafa von Psilandera (1669−1738).
W czerwcu 1905 roku, po jednostronnym proklamowaniu zerwania unii szwedzko-norweskiej przez Storting, flota szwedzka została postawiona w stan gotowości. Narastające napięcie spowodowało mobilizację silnego zespołu okrętów, mającego w razie eskalacji konfliktu zaatakować wybrzeże norweskie i stolicę kraju, Oslo. W jej skład weszły między innymi cztery jednostki typu Örnen, w tym "Psilander". Przez kolejnych kilka miesięcy jego zadaniem było patrolowanie okolicznych szkierów. Po zakończonych uznaniem norweskiej niepodległości rokowaniach w Karlstad, 11 października 1905 roku flotę odwołano. W grudniu okręt został wraz z bliźniaczym "Örnenem" wysłany do portu w Rydze, dla ewentualnej ochrony interesów obywateli szwedzkich.
W okresie I wojny światowej "Psilander" patrolował wybrzeża neutralnej Szwecji. Po jej zakończeniu został początkowo odstawiony do rezerwy, a w 1928 roku przeklasyfikowany na okręt szkolny. W 1936 roku, wobec zużycia mechanizmów jednostki, podjęto decyzję o jej wycofaniu. Formalnie "Psilander" został skreślony z listy floty 1 lipca 1937 roku. Przez kolejne dwa lata był wykorzystywany jako okręt-cel i zatonął po trafieniu torpedą 3 sierpnia 1939 roku. W tym samym roku Szwecja zakupiła we Włoszech niszczyciel "Giovanni Nicotera" typu Sella, który otrzymał nazwę "Psilander" i służył w marynarce wojennej w latach 1940−1947.

## Opis konstrukcji
Kadłub krążownika "Psilander" miał długość całkowitą 72,9 m, szerokość 8,3 m i zanurzenie 3,3 m. Wyporność konstrukcyjna wynosiła 814 ton. Napęd stanowiły dwie maszyny parowe potrójnego rozprężania o łącznej mocy 4500 KM, napędzające dwie śruby. Prędkość maksymalna wynosiła 20,5 węzła. Uzbrojenie składało się z dwóch pojedynczych dział kal. 120 mm i czterech kal. 57 mm oraz pojedynczej wyrzutni torped kal. 381 mm, zamontowanej na stałe w stewie dziobowej.